# Tomàs de Banyuls i d'Orís
Tomàs de Banyuls i d'Orís (? - Barcelona, 1659) fou un noble català del segle xvii, senyor de Nyer. Descendia dels Banyuls medievals, era fill de Francesc de Banyuls i d'Orís i d'Emerenciana d'Orís i de Vallgornera (batejada el 13 de setembre del 1577 a Vinçà - + 27 d'agost de 1649 a Perpinyà, sebollida el 31 a Nyer), el net de Tomàs de Banyuls i de Llupià i el pare de Carles i de Francesc de Banyuls i Comte.
A l'inici de la Guerra dels Segadors el 1640 fou nomenat mestre de camp de les tropes de la Diputació del General de Catalunya que hi havia a la vegueria del Conflent. Durant els temps de l'aliança amb França, les noves autoritats li atorgaren importants càrrecs oficials dels Comtats del Rosselló i la Cerdanya: procurador reial el 1642 i fins i tot governador el 1643. Però cap al final de la guerra va acabar revoltant-se contra ells com feren moltes altres autoritats, a causa de les malvestats i il·legalitats que també llurs exèrcits cometien en terra catalana, tot i que hagué de fugir cap al Principat.